# Ponte da Linha da Beira Alta sobre o Rio Côa
A Ponte da Linha da Beira Alta sobre o Rio Côa é uma infraestrutura da Linha da Beira Alta, que transporta a via férrea sobre o Rio Côa, no concelho de Almeida, em Portugal.

## Descrição e história
A ponte consiste numa estrutura em alvenaria, que segundo a Gazeta dos Caminhos de Ferro, aquando da sua inauguração, tinha 238 m de comprimento e uma altura máxima de 60 m, enquanto que o arco central tinha 38 m. Aquando da sua inauguração, situava-se no PK 238,200 da Linha da Beira Alta, entre as estações de Freineda e Noémi.
A primeira ponte neste local foi de estrutura metálica, tendo sido construída como parte das obras da via férrea, que foi inaugurada em 3 de Agosto de 1882, pela Companhia dos Caminhos de Ferro Portugueses da Beira Alta. Na década de 1930, iniciou-se um grande programa de substituição de pontes metálicas por de alvenaria, que incluiu a do Côa. A construção da nova ponte foi executada pelos empreiteiros A. Melo Gouveia, A. Veiga e M. Oliveira, tendo o engenheiro Melo Gouveia sido responsável pelas obras. Foi oficialmente inaugurada em 27 de Março de 1948.